# Kyotaro&Rikuo
Kyotaro&Rikuo（キョウタロウアンドリクオ）は、日本の男性2人組のファンクデュオ。漢字で京陸と表記することもある。

## メンバー
- 葛城 京太郎（Kyotaro、1998年1月3日 - ） ： ベース（bass）

父は元野球選手の葛城弘樹。
ギターやドラムも演奏でき、楽曲提供を行う作曲家としても活動している。
2017年には「らぎ旅」と銘打ち、路上ライブでの全国47都道府県ツアーを達成した。
- シミズ リクオ（Rikuo、1996年12月10日 - ） ： ドラムス(Drums)

大阪府出身。3歳からドラムを始める。
セッションドラマーやバンドサポート等でも活動中。

## 概要
二人共に、服装は和装、髪型は丸坊主がトレードマーク。『天下獲り』をコンセプトに活動中。
キレのある高速スラップ奏法に、ハーモニクスを入れて、幻惑するような音のベースと、疾走感を持たせながら、常に攻撃的なスネアが作り出すドラム、から作られる独自のグルーブ感が特徴。

## 経歴
2013年、大阪スクールオブミュージック専門学校在学時に出逢い、バンド結成。
2016年、9月1日から約半月間、「家に帰らず携帯も財布も持たず、路上ライブで稼いだお金だけで生活できるか」という力試しの旅に出発。大阪から出発し、手応えを感じたため、東京に進出。東京で路上ライブを行った際、テレビ東京系バラエティ番組「車あるんですけど…?」にて、密着ドキュメンタリー出演。同時期に、路上ライブのパフォーマンス動画が、SNSやネットニュースで世界中に拡散され、国内外へ活動の場を広げる。
2017年、テレビ朝日系の音楽バラエティ番組「関ジャム 完全燃SHOW」にて、「音楽業界のプロが選ぶ!!今絶対に知っておくべき10代アーティスト!!」として特集される。
2018年1月、アメリカ・カリフォルニア州で行われた、世界最大規模の楽器ショー「NAMM Show」にて、ライブ出演。
同年6月、さかいゆう氏の1年半ぶりのEP「Fight&Kiss」にて、楽曲参加し、そのEPがiTunesのR&B部門ランキングで1位を取得し、音楽フェス「ホットフィールド2018」、大阪と東京で開催された「Billboard SPECIAL LIVE “Fight & Kiss”」にライブ出演参加した。
同年、9月、日本最大級のEDMイベント「ULTRA JAPAN2018」に三日間のライブパフォーマンス出演。

## 楽曲提供一覧
| 作曲者      | 曲名 | 提供先                                          |
| ----------- | ---- | ----------------------------------------------- |
| 葛城京太郎  |      | 「OPA」CM                                       |
| 葛城京太郎  |      | 「Maison de F」PV                               |
| Kyoto&Rikuo |      | CROOZ SHOPLIST「SHOPLIST」CM                    |
| 葛城京太郎  |      | サントリー「車いすバスケ」CM                    |
| 葛城京太郎  |      | メガハウス「ルービックキューブ」CM              |
| Kyoto&Rikuo |      | 大塚製薬「ボディメンテ」CM                      |
| 葛城京太郎  |      | 日本テレビ系ドラマ「ゼロ 一獲千金ゲーム」挿入曲 |

## ミュージックビデオ
| 監督     | 曲名                         |
| -------- | ---------------------------- |
| 藤原晴雄 | 「Fight & Kiss」（参加楽曲） |